# Tunnel du mont Grazian
Le tunnel du mont Grazian est un tunnel ferroviaire français, dans les Alpes-Maritimes. Long de 3 891 mètres, il permet de faire passer sous le mont Grazian la ligne de Nice à Breil-sur-Roya, entre Sospel et Breil-sur-Roya.

## Histoire
Sur les quarante-quatre kilomètres du parcours de la ligne, entre Nice et Breil-sur-Roya, vingt-quatre tunnels sont présents pour une longueur totale de presque 17 kilomètres ; le tunnel du col de Braus étant le plus long (5 938 m) suivi par le tunnel du mont Grazian.
En raison des tensions politiques entre la France et l'Italie au XIXe siècle, la ligne a été dotée de fortifications étendues de la ligne Maginot des Alpes ; l’entrée du tunnel du Mont Grazian possédait des chambres fortifiées latérales avec meurtrières donnant sur la galerie afin d'interdire toute incursion ennemie.
Bien que la ligne ait été construite au gabarit voie unique, plusieurs de ses tunnels, en raison de leur longueur, ont été creusés avec un gabarit suffisant pour l’implantation d’une seconde voie ; le gabarit à double voie, plus large, offrant l'avantage de faciliter l'évacuation des fumées de la traction à vapeur.